# Patrón de diseño

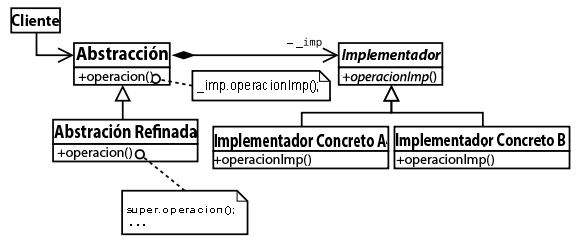
Diagrama que muestra la estructura del patrón Bridge

Los patrones de diseño son unas técnicas para resolver problemas comunes en el desarrollo de software y otros ámbitos referentes al diseño de interacción o interfaces.
Un patrón de diseño resulta ser una solución a un problema de diseño. Para que una solución sea considerada un patrón debe poseer ciertas características. Una de ellas es que debe haber comprobado su efectividad resolviendo problemas similares en ocasiones anteriores. Otra es que debe ser reutilizable, lo que significa que es aplicable a diferentes problemas de diseño en distintas circunstancias.

## Historia
En 1979 el arquitecto Christopher Alexander aportó al mundo de la arquitectura el libro The Timeless Way of Building; en él proponía el aprendizaje y uso de una serie de patrones para la construcción de edificios de una mayor calidad, en la que esa mayor calidad se refería a la arquitectura antigua y la menor calidad correspondía a la arquitectura moderna, que el romper con la arquitectura antigua había perdido esa conexión con lo que las personas consideraban que era calidad.
En palabras de este autor, "Cada patrón describe un problema que ocurre infinidad de veces en nuestro entorno, así como la solución al mismo, de tal modo que podemos utilizar esta solución un millón de veces más adelante sin tener que volver a pensarla otra vez." 
Los patrones que Christopher Alexander y sus colegas definieron, publicados en un volumen denominado A Pattern Language, son un intento de formalizar y plasmar de una forma práctica generaciones de conocimiento arquitectónico. Los patrones no son principios abstractos que requieran su redescubrimiento para obtener una aplicación satisfactoria, ni son específicos a una situación particular o cultural; son algo intermedio. Un patrón define una posible solución correcta para un problema de diseño dentro de un contexto dado, describiendo las cualidades invariantes de todas las soluciones. Dentro de las soluciones de Christopher Alexander se encuentran cómo se deben diseñar ciudades y dónde deben ir las perillas de las puertas.
Más tarde, en 1987, Ward Cunningham y Kent Beck, sobrepasados por el pobre entrenamiento que recibían los nuevos programadores en orientación a objetos, se preguntaban cómo se podían capturar las buenas ideas para, luego de alguna manera, traspasarlas a los nuevos programadores recién instruidos en herencia y polimorfismo. Leyendo a Alexander se dieron cuenta del paralelo que existía entre la buena arquitectura propuesta por Alexander y la buena arquitectura OO, de modo que usaron varias ideas de Alexander para desarrollar cinco patrones de interacción hombre-ordenador (HCI) y publicaron un artículo en OOPSLA-87 titulado Using Pattern Languages for OO Programs.
No obstante, no fue hasta principios de la década de 1990 cuando los patrones de diseño tuvieron un gran éxito en el mundo de la informática a partir de la publicación del libro Design Patterns escrito por el grupo Gang of Four (GoF) compuesto por Erich Gamma, Richard Helm, Ralph Johnson y John Vlissides, en el que se recogían 23 patrones de diseño comunes.

## Objetivos de los patrones
Los patrones de diseño pretenden:
- Proporcionar catálogos de elementos reusables en el diseño de sistemas de software.
- Evitar la reiteración en la búsqueda de soluciones a problemas ya conocidos y solucionados anteriormente.
- Formalizar un vocabulario común entre diseñadores.
- Estandarizar el modo en que se realiza el diseño.
- Facilitar el aprendizaje a las nuevas generaciones de diseñadores condensando conocimiento ya existente.

Asimismo, no pretenden:
- Imponer ciertas alternativas de diseño frente a otras.
- Eliminar la creatividad inherente al proceso de diseño.

No es obligatorio utilizar los patrones, solo es aconsejable en el caso de tener el mismo problema o similar que soluciona el patrón, siempre teniendo en cuenta que en un caso particular puede no ser aplicable. "Abusar o forzar el uso de los patrones puede ser un error".

## Categorías de patrones
Según la escala o nivel de abstracción:
- Patrones de arquitectura: Aquellos que expresan un esquema organizativo estructural fundamental para sistemas de software.
- Patrones de diseño: Aquellos que expresan esquemas para definir estructuras de diseño (o sus relaciones) con las que construir sistemas de software.
- Dialectos: Patrones de bajo nivel específicos para un lenguaje de programación o entorno concreto.

Además, también es importante reseñar el concepto de "antipatrón de diseño", que con forma semejante a la de un patrón, intenta prevenir contra errores comunes de diseño en el software. La idea de los antipatrones es dar a conocer los problemas que acarrean ciertos diseños muy frecuentes, para intentar evitar que diferentes sistemas acaben una y otra vez en el mismo callejón sin salida por haber cometido los mismos errores.

## Estructuras o plantillas de patrones
Para describir un patrón se usan plantillas más o menos estandarizadas, de forma que se expresen uniformemente y puedan constituir efectivamente un medio de comunicación uniforme entre diseñadores. Varios autores eminentes en esta área han propuesto plantillas ligeramente distintas, si bien la mayoría definen los mismos conceptos básicos. 
La plantilla más común es la utilizada precisamente por el GoF y consta de los siguientes apartados:
- Nombre del patrón: nombre estándar del patrón por el cual será reconocido en la comunidad (normalmente se expresan en inglés).
- Clasificación del patrón: creacional, estructural o de comportamiento.
- Intención: ¿Qué problema pretende resolver el patrón?
- También conocido como: Otros nombres de uso común para el patrón.
- Motivación: Escenario de ejemplo para la aplicación del patrón.
- Aplicabilidad: Usos comunes y criterios de aplicabilidad del patrón.
- Estructura: Diagramas de clases oportunos para describir las clases que intervienen en el patrón.
- Participantes: Enumeración y descripción de las entidades abstractas (y sus roles) que participan en el patrón.
- Colaboraciones: Explicación de las interrelaciones que se dan entre los participantes.
- Consecuencias: Consecuencias positivas y negativas en el diseño derivadas de la aplicación del patrón.
- Implementación: Técnicas o comentarios oportunos de cara a la implementación del patrón.
- Código de ejemplo: Código fuente ejemplo de implementación del patrón.
- Usos conocidos: Ejemplos de sistemas reales que usan el patrón.
- Patrones relacionados: Referencias cruzadas con otros patrones.

## Relación de principales patronesGoF(Gang Of Four)

### Patrones creacionales
Corresponden a patrones de diseño de software que solucionan problemas de creación de instancias. Nos ayudan a encapsular y abstraer dicha creación:
- Object Pool (no pertenece a los patrones especificados por GoF): crea un conjunto de objetos inicializados preparados para su uso, en vez de crearlos bajo demanda. Es útil cuando la creación de estos objetos es costosa (por ejemplo, al crear un objeto que gestiona una conexión con una base de datos).
- Abstract Factory (fábrica abstracta): permite trabajar con objetos de distintas familias de manera que las familias no se mezclen entre sí y haciendo transparente el tipo de familia concreta que se esté usando. El problema a solucionar por este patrón es el de crear diferentes familias de objetos, como por ejemplo, la creación de interfaces gráficas de distintos tipos (ventana, menú, botón, etc.).
- Builder (constructor virtual): abstrae el proceso de creación de un objeto complejo, centralizando dicho proceso en un único punto.
- Factory Method (método de fabricación): centraliza en una clase constructora la creación de objetos de un subtipo de un tipo determinado, ocultando al usuario la casuística, es decir, la diversidad de casos particulares que se pueden prever, para elegir el subtipo que crear. Parte del principio de que las subclases determinan la clase a implementar. A continuación se muestra un ejemplo de este patrón:

```
class
 
ConcreteCreator
 
extends
 
Creator
{

    
protected
 
Product
 
factoryMethod
(){

        
return
 
new
 
ConcreteProduct
();

    
}

}

interface
 
Product
{...}

class
 
ConcreteProduct
 
implements
 
Product
{...}

public
 
class
 
Client
{

    
public
 
static
 
void
 
main
(
String
 
args
[]
)

    
{

        
Creator
 
unCreator
 
=
 
new
 
ConcreteCreator
();

        
Product
 
unProduct
 
=
 
unCreator
.
factoryMethod
();

    
}

}

```

- Prototype (prototipo): crea nuevos objetos clonándolos de una instancia ya existente.
- Singleton (instancia única): garantiza la existencia de una única instancia para una clase y la creación de un mecanismo de acceso global a dicha instancia. Restringe la instanciación de una clase o valor de un tipo a un solo objeto. A continuación se muestra un ejemplo de este patrón:

```
public
 
sealed
 
class
 
Singleton

{

    
private
 
static
 
volatile
 
Singleton
 
instance
;

    
private
 
static
 
object
 
syncRoot
 
=
 
new
 
Object
();

    
private
 
Singleton
()

    
{

        
System
.
Windows
.
Forms
.
MessageBox
.
Show
(
"Nuevo Singleton"
);

    
}

    
public
 
static
 
Singleton
 
GetInstance

    
{

        
get

        
{

            
if
 
(
instance
 
==
 
null
)

            
{

                
lock
(
syncRoot
)

                
{

                    
if
 
(
instance
 
==
 
null
)

                    
instance
 
=
 
new
 
Singleton
();

                
}

            
}

            
return
 
instance
;

        
}

    
}

}

```

- Model View Controller (MVC) ♙En español: Modelo Vista Controlador.  Es un patrón de arquitectura de software que separa los datos y la lógica de negocio de una aplicación de la interfaz de usuario y el módulo encargado de gestionar los eventos y las comunicaciones. Este patrón plantea la separación del problema en tres capas: la capa model, que representa la realidad; la capa controller , que conoce los métodos y atributos del modelo, recibe y realiza lo que el usuario quiere hacer; y la capa vista, que muestra un aspecto del modelo y es utilizada por la capa anterior para interactuar con el usuario.

### Patrones estructurales
Son los patrones de diseño software que solucionan problemas de composición (agregación) de clases y objetos:
- Adapter o Wrapper (Adaptador o Envoltorio): Adapta una interfaz para que pueda ser utilizada por una clase que de otro modo no podría utilizarla.
- Bridge (Puente): Desacopla una abstracción de su implementación.
- Composite (Objeto compuesto): Permite tratar objetos compuestos como si de uno simple se tratase.
- Decorator (Decorador): Añade funcionalidad a una clase dinámicamente.
- Facade (Fachada): Provee de una interfaz unificada simple para acceder a una interfaz o grupo de interfaces de un subsistema.
- Flyweight (Peso ligero): Reduce la redundancia cuando gran cantidad de objetos poseen idéntica información.
- Proxy: Proporciona un intermediario de un objeto para controlar su acceso.
- Module: Agrupa varios elementos relacionados, como clases, singletons, y métodos, utilizados globalmente, en una entidad única.

### Patrones de comportamiento
Se definen como patrones de diseño software que ofrecen soluciones respecto a la interacción y responsabilidades entre clases y objetos, así como los algoritmos que encapsulan:
- Chain of Responsibility (Cadena de responsabilidad): Permite establecer la línea que deben llevar los mensajes para que los objetos realicen la tarea indicada.
- Command (Orden): Encapsula una operación en un objeto, permitiendo ejecutar dicha operación sin necesidad de conocer el contenido de la misma.
- Interpreter (Intérprete): Dado un lenguaje, define una gramática para dicho lenguaje, así como las herramientas necesarias para interpretarlo.
- Iterator (Iterador): Permite realizar recorridos sobre objetos compuestos independientemente de la implementación de estos.
- Mediator (Mediador): Define un objeto que coordine la comunicación entre objetos de distintas clases, pero que funcionan como un conjunto.
- Memento (Recuerdo): Permite volver a estados anteriores del sistema.
- Observer (Observador): Define una dependencia de uno-a-muchos entre objetos, de forma que cuando un objeto cambie de estado se notifique y actualicen automáticamente todos los objetos que dependen de él.
- State (Estado): Permite que un objeto modifique su comportamiento cada vez que cambie su estado interno.
- Strategy (Estrategia): Permite disponer de varios métodos para resolver un problema y elegir cuál utilizar en tiempo de ejecución.
- Template Method (Método plantilla): Define en una operación el esqueleto de un algoritmo, delegando en las subclases algunos de sus pasos, esto permite que las subclases redefinan ciertos pasos de un algoritmo sin cambiar su estructura.
- Visitor (Visitante): Permite definir nuevas operaciones sobre una jerarquía de clases sin modificar las clases sobre las que opera.

## Patrones de interacción
El primer intento por aplicar este concepto en el diseño de las interfaces de usuario se dio por Ward Cummingham y Kent Beck quienes adaptaron la propuesta de C. Alexander y crearon cinco patrones de interfaz: Window per task, Few panes, Standard panes, Nouns and verbs, y Short Menu. En años más recientes investigadores como Martin Van Welie, Jennifer Tidwell han desarrollado colecciones de patrones de interacción para la World Wide Web. En dichas colecciones captan la experiencia de programadores y diseñadores expertos en el desarrollo de interfaces usables y condensan esta experiencia en una serie de guías o recomendaciones, que puedan ser usadas por los desarrolladores novatos con el propósito de que en poco tiempo adquieran la habilidad de diseñar interfaces que incidan en la satisfacción de los usuarios. Los patrones de interacción buscan la reutilización de interfaces eficaces y un manejo óptimo de los recursos de las páginas web, haciendo más eficaz el consumo de tiempo en el diseño del sitio web y permitiendo a los programadores novatos adquirir más experiencia.

## Aplicación en ámbitos concretos
Además de su aplicación directa en la construcción de software en general, y derivado precisamente del gran éxito que han tenido, los patrones de diseño han sido aplicados a múltiples ámbitos concretos produciéndose "lenguajes de patrones" y extensos "catálogos" de la mano de diversos autores. 
En particular son notorios los esfuerzos en los siguientes ámbitos:
- Patrones de interfaces de usuario, esto es, aquellos que intentan definir las mejores formas de construir interfaces hombre-máquina (véase Interacción persona-computador, Interfaz gráfica de usuario).
- Patrones para la construcción de sistemas empresariales, en donde se requieren especiales esfuerzos en infraestructuras de software y un nivel de abstracción importante para maximizar factores como la escalabilidad o el mantenimiento del sistema.
- Patrones para la integración de sistemas (véase Integración de aplicaciones empresariales), es decir, para la intercomunicación y coordinación de sistemas heterogéneos.
- Patrones de flujos de trabajo, esto es para la definición, construcción e integración de sistemas abstractos de gestión de flujos de trabajo y procesos con sistemas empresariales. Véase también BPM.